# Duesenberg
Duesenberg (Дюзенберг) — з 1913 року — американський виробник автомобілів. Штаб-квартира розташована в Індіанаполісі, штат Індіана. У 1919 році компанію купує Джон Уілліс. У 1937 році компанія припинила виробництво автомобілів.

## Брати Дюзенберги
Фрідріх Симон і Аугуст Самуель Дюзенберг народилися в князівстві Ліппе-Детмольд, що в Німеччині. Коли хлопцям було по 8 і 5 років, їх старший брат Хенрі (Генрі) в пошуках кращої долі переїхав до США, у штат Айова, у сільську місцевість, недалеко від міста Рокфорд, незабаром він зібрав грошей і за ним приїхала матір із рештою дітей.
Фрідріха перейменували на англійський манер — Фредеріком, а друге ім'я Симон замінили на Семуеля, але всі його звали Фредом, а молодшого брата — Огі.
Хлопці закінчили сільську школу, і Фред пішов в 1893 році працювати до місцевого дилера сільгосптехніки.
У 1896 році Фред відкриває свій магазин на головній вулиці міста Рокфорд, Аугуст приєднався до його бізнесу, а незабаром сам відкрив свій магазин у місті Гарнер. Тим часом Фред, у якого за плечима тільки сільська школа, починає проєктувати і будувати велосипеди власної конструкції, а також брати участь у велоперегонах. Зокрема, він встановив світовий рекорд на проходження 2 миль, він затратив на цю справу 4 хвилини і 24 секунди, його рекорд протримався 14 років.
У 1899 році Фред встановлює на свій велосипед 1,5-сильний мотор власної конструкції, при цьому залишивши про всяк випадок педалі, цей мотоцикл був виставлений на виставці в Чикаго. Через рік Фред відкриває в місті Де-Мойн гараж із ремонту та «тюнингу» автомобілів. Справа йде настільки успішно, що наступного року він відкриває ще один сервіс. Він купує автомобіль марки «Маріон», переробляє його двигун, який мав повітряне охолодження, так кожен циліндр мав свій випускний колектор, ця характерна риса збережеться на всіх автомобілях, до яких докладуть руку брати.
У 1903 році Фред Дюзенберг на своєму авто бере участь у гонках Annual County Fair, які проходять у місті Мейсон (Айова), і виграє їх. Ним зацікавився початківець-автопромисловець, який тільки перейшов від виробництва велосипедів на автомобілі — Томас Б. Джеффрі з міста Кеноша (Вісконсин). Фред стає тест-пілотом фірми Rambler, яка незабаром стає 3-м за величиною виробником автомобілів.
Через два роки Фред повертається в Де-Мойн і знайомиться там з адвокатом Едвардом Мейсоном. Фред окреслює йому своє бачення ідеального авто, і юрист просить підготувати проєкт, для цього Фреду доводиться закінчити курси кресляра. Незабаром проєкт готовий, Месону він сподобався, і він видає гроші під новий бізнес — Mason Motor Co. До Фреда приєднується його права рука і за сумісництвом молодший брат — Аугуст.
У лютому 1906 року був побудований перший автомобіль, який носив марку фінансиста проєкту — «Мейсон», модель же назвали Marvel.
«Марвел» мав два циліндри об'ємом 3,9 л, які видавали 24 к. с. Однак у серію машина пішла тільки влітку, а до цього часу брати різними способами рекламували свій автомобіль. Так, Фред заїхав по 47 сходинках до Капітолія Де-Мойн, з'їхав вниз ними ж, а потім виконав те ж саме заднім ходом.
Брати вважають, що найкраща реклама — гонки. У 1907 році Фред бере участь у 24-годинних гонках у Мілвокі, проте його автомобіль втратив керування і вилетів з траси, а сам гонщик зламав ключицю.
Наприкінці 1909 року Фред Мейтаг, який займається виробництвом пральних машинок, купує 60 % акцій фірми «Мейсон», фірма перейменовується в Mason-Maytag Motor Car Company, фірма переїжджає в місто Ватерлоо.
Ще до зміни власника брати підготували новий 4-циліндровий двигун об'ємом 3,7 л. Автомобіль мав алюмінієвий картер, верхнє горизонтальне розташування клапанів і верхній розподільчий вал.
У 1911 році Фред йде з фірми, бо новий господар взагалі не зацікавлений у спортивних програмах, Фред у цей час працює в автосалоні, який продає автомобілі марки REO і Mitchell в місті Де-Мойн. У 1912 році Мейтаг втрачає інтерес до автомобілів, і фірма повертається до колишнього власника, який знову продає автомобілі під своїм брендом — Mason. Аугуст, який продовжував працювати у фірмі, проєктує гоночні мотори і автомобілі, які продаються під маркою Mason-Duesenberg. На автомобілях фірми виступає син боса — Джордж і Віллі Хопт, який у 1913 році фінішував у гонці Індіанаполіс 500 9-м, нарешті виграв хоч щось — 1500 доларів.

## Заснування компанії Duesenberg Motor Company
У червні 1913 року брати засновують своє підприємство — Duesenberg Motor Company. Вони починають виготовляти авіаційні, автомобільні і морські двигуни. Наприклад, вони побудували двигун для катера, який побив рекорд швидкості на воді в 129 км/год, його мотор об'ємом 50 л розвивав потужність 1400 к. с., а найбільшим замовником на цей момент була Росія. Імператорський флот замовив в 1915 році 50 катерів із 8-циліндровими двигунами Duesenberg Patrol Model Marine Engine, причому на кожен катер ставилося по два двигуни, кожен із яких розвивав по 360 к. с., що давало змогу цьому патрульному судну розвивати 64 км/год. Останній був побудований у серпні 1917 року.

## Початок виробництва автомобілів
Брати продовжили випускати гоночні автомобілі, які були схожі на автомобілі фірми «Мейсон», тільки під капотом були мотори, які мали по 4 клапани на циліндр.
У 1914 році брати виставляють дві машини на гонки Індіанаполіс 500, автомобілі фінішували на 10-му і 12-му місцях.
За кермом автомобіля, що фінішував 10-м, сидів Едді Ріккенбеккер, він був родом із німецькомовної сім'ї, яка переїхала в Огайо зі Швейцарії. Пізніше Ріккенбеккер буде власником траси Індіанаполіс Мотор Спідвей, першокласним асом і президентом авіафірми Eastern Air Lines. У 1943 році він прибуде в СРСР як консультант у сфері авіації, а поки він просто початківець-гонщик. Цього сезону «Швидкий Едді» завойовує 34 перших місця, 7 других та 14 третіх із 73 стартів, тобто займає призові місця в 75 % гонок, у яких бере участь.
Через рік з'явилися нові мотори об'ємом 4,9 і 5,9 л, а машина вже прийшла 8-ю до фінішу на Інді 500. Ще через рік — вже 2-ю, але тут США вступають у Першу світову, і фірма переїжджає в місто Елізабет (Нью-Джерсі). На братів працюють 1200 чоловік, бо фірма отримує держзамовлення на авіаційні, морські та інші двигуни. Крім іншого, за ліцензією починається виробництво V16 авіадвигунів фірми Bugatti. Уряд США замовив 2000 моторів, але через їх ненадійність було вироблено лише 400 шт.
У 1919 році брати продають фірму Джону Норт Уіллісу, ім'я якого стане відоме завдяки штабним позашляховикам Willys. Самі брати туляться в цей час у гаражі Фреда, де будують прототип гоночного автомобіля, оснащеного рядним 8-циліндровим двигуном. Ідеєю рядної «вісімки» вони «захворіли» після того, як стали виробляти 16-циліндровий мотор Bugatti, який був побудований зі здвоєних рядних «вісімок».
Уже восени машина була готова. Її двигун мав об'єм 4,4 л, але незабаром його урізують до 3 л, бо регламенти гонок за цей час змінилися. Це було зроблено, щоб швидкості автомобілів зменшилися, а гонки стали б безпечнішими. Однак ці обмеження не вберегли двох гонщиків і одного механіка братів, а інші п'ять машин не доїхали до фінішу, так Мілтон зійшов з траси на 49-му колі через зірваний шатун.
Однак, не зважаючи на невдачі в гонках, Томмі Мілтон ставить 19 світових рекордів на максимальну швидкість на відрізках від милі до 300 миль. Найкращим результатом стала швидкість 185 км/год.

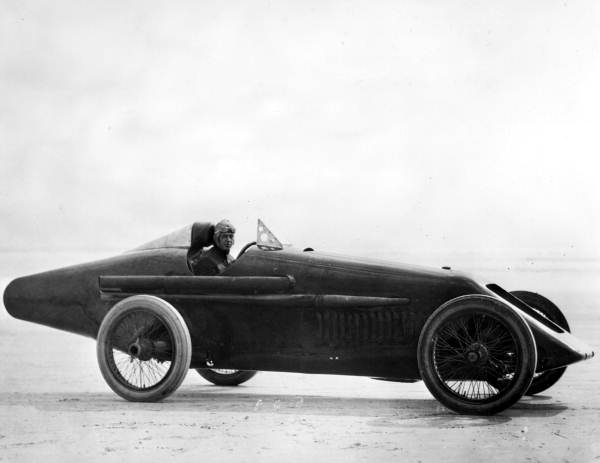
Duesenberg V16 Мілтона

У 1920 році машини зайняли на Інді 500 3-тє, 4-те і 6-те місця. Для гонщика Томмі Мілтону будують новий 16-циліндровий автомобіль, який має здвоєні «вісімки». Цей автомобіль поставив рекорд швидкості в квітні 1920 року, розвинувши швидкість 249,66 км/год. Цей рекорд протримався 4 роки.

## Duesenberg Automobile & Motors Company
За місяць до встановлення рекорду була заснована нова фірма, яку брати назвали Duesenberg Automobile & Motors Co. Примітно, що ні Фред, ні Огі були не господарями фірми, а лише найманими працівниками: директорами були Ньютон E. Ван Зандт і Лютер М. Ранкін.
У тому ж 1920 році почали будувати перший прототип серійної машини, яка отримала назву Model А. Це був автомобіль, який мав рядну «вісімку» об'ємом 4,3 л. Вона мала один верхній розподільчий вал, мотор мав потуждність 90 к. с. Це був один із двох перших серійних рядних 8-циліндрових моторів, другий випускала фірма «Кенворті». Уперше у світі машина серійно оснащувалася гідравлічними гальмами всіх коліс. Систему таких гальм розробив ще в 1914 році Фред, але він її не запатентував, тому довелося йому ставити гальма фірми Lockheed, яка вже на той час була правовласником цієї системи.

Машина розвивала швидкість 152 км/год. Її прем'єра пройшла в листопаді 1920 року у нью-йоркському готелі Commodore. Машина викликала ажіотаж у багатої публіки, навіть попри те, що ціна набагато переивщувала ціну «Паккардів» і «Пірс-Ерроу». Серед перших замовників виявилися зірка вестернів — Том Мікс і секс-символ 1920-х Рудольф Валентино (який взагалі любив шикарні і круті машини).

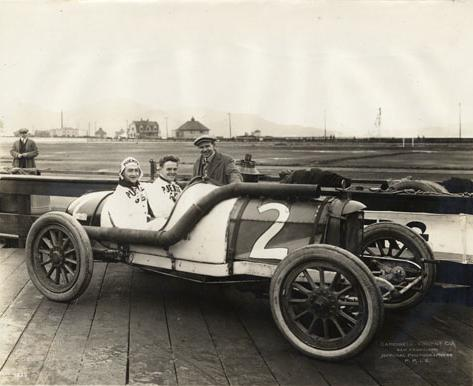
Мерфі на Duesenberg А

У 1921 році нарешті готовий їх новий завод, який почали будувати в 1919 році, він розташовувався недалеко від Індіанаполіса. Автомобілі марки «Дюзенберг» закінчують гонки Інді 500 на 2-му, 4-му, 6-му і 8-му місцях. Капітан команди Джиммі Мерфі бажає виступити на гонках у Європі, а саме — на Ле-Мані 1921 року, і 25 липня він виграє перегони, випередивши найближчого суперника на 15 хвилин, а французи на «Дюзі» приходять на 4-му і 6-му місцях. Машина тримала середню швидкість 124,95 км/год. Для прикладу: Караччіола на «Мерседесі» в 1935 році на тих же перегонах показав середню швидкість 123,87 км/год, при тому, що «Дюзенберг» був серійною машиною, тільки зі спортивним кузовом, і їхав далеко не ідеальною трасою, а «Мерседес» Караччіоли був спеціальною гоночною машиною, і під колесами був гладкий асфальт.
«Дюзенберг» став першою і єдиною американською машиною, яка змогла виграти в Ле-Мані, аж до 1960-х років.

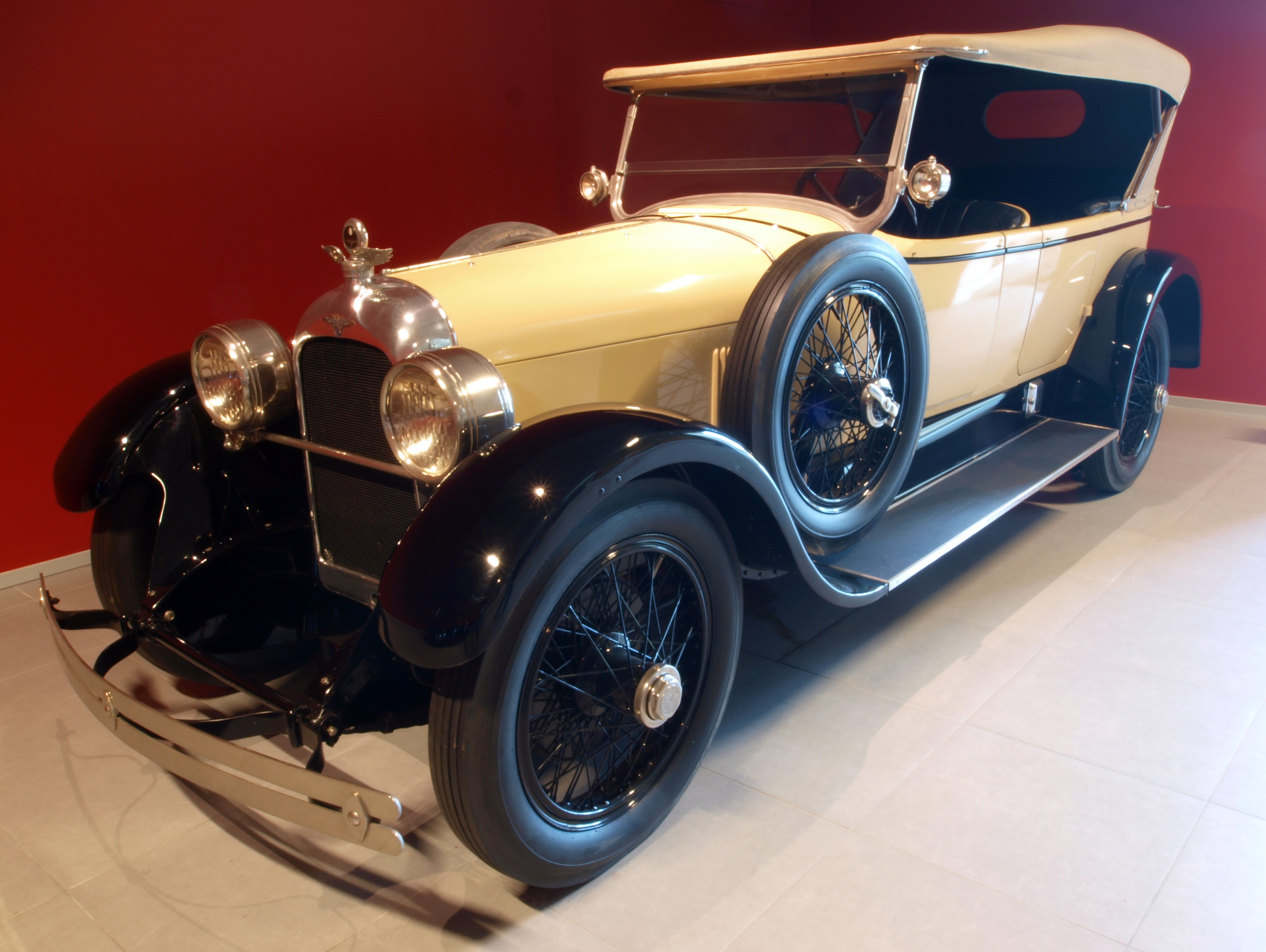
Duesenberg Model А Touring

Тим часом обіцяний піти в серію в липні 1921 року «Дюзенберг А» не надходить у продаж. Не з'являється він і восени: перші продажі відбулися тільки в грудні 1921 року.
Однак крім гонок «Дюзенберг» брав участь у декількох нон-стоп марафонах, так «Дюз» три тижні практично без зупинок (крім дозаправок, заміни гуми і водіїв) намотав на трасі Індіанаполіс 28 850 км. Другий трюк був пов'язаний із нон-стоп-перетинанням США, дозаправка і зміна водіїв відбувалися під час руху, єдине — довелося двічі зупинятися для заміни покришок. 5050 км були подолані за 50 годин 21 хвилину.
1922 рік приніс довгоочікувану перемогу в Інді 500: машини завоювали 1-ше, 2-ге, 4-те, 5-те, 6-те, 7-ме, 8-ме і 10-те місця. Вони отримали 2 розподільчих вала і по 4 клапани на циліндр, що дало змогку зняти 114 к. с.
У 1923 році Ван Зандт пішов із компанії, але фірма продовжувала удосконалювати і випускати спортивні та серійні автомобілі, Фред Дюзенберг на своїй машині серії А удостоївся честі бути Pace-car на гонках 1923 року.
У 1924 році брати будують 2-літровий компресорний автомобіль, який знову завойовує 1-ше місце на Інді 500, а до 1926 року автомобілі стали постійними переможцями різних гонок, зокрема й Інді 500. Так, у 1925 році їх машини ставлять рекорд середньої швидкості траси, який встоїть ще 7 років: він дорівнював майже 162 км/год. У тому ж 1925 році Фред стає президентом компанії, яку перейменували вже в Duesenberg Motors Corporation. Проте ні Фред, ні Огі не були комерсантами: вони були крутими механіками і конструкторами. Тому, хоча до 1926 року вони змогли продати близько 650 автомобілів серії А, фірма перебуває в жалюгідному фінансовому стані.

## Duesenberg у власності Еррета Корда

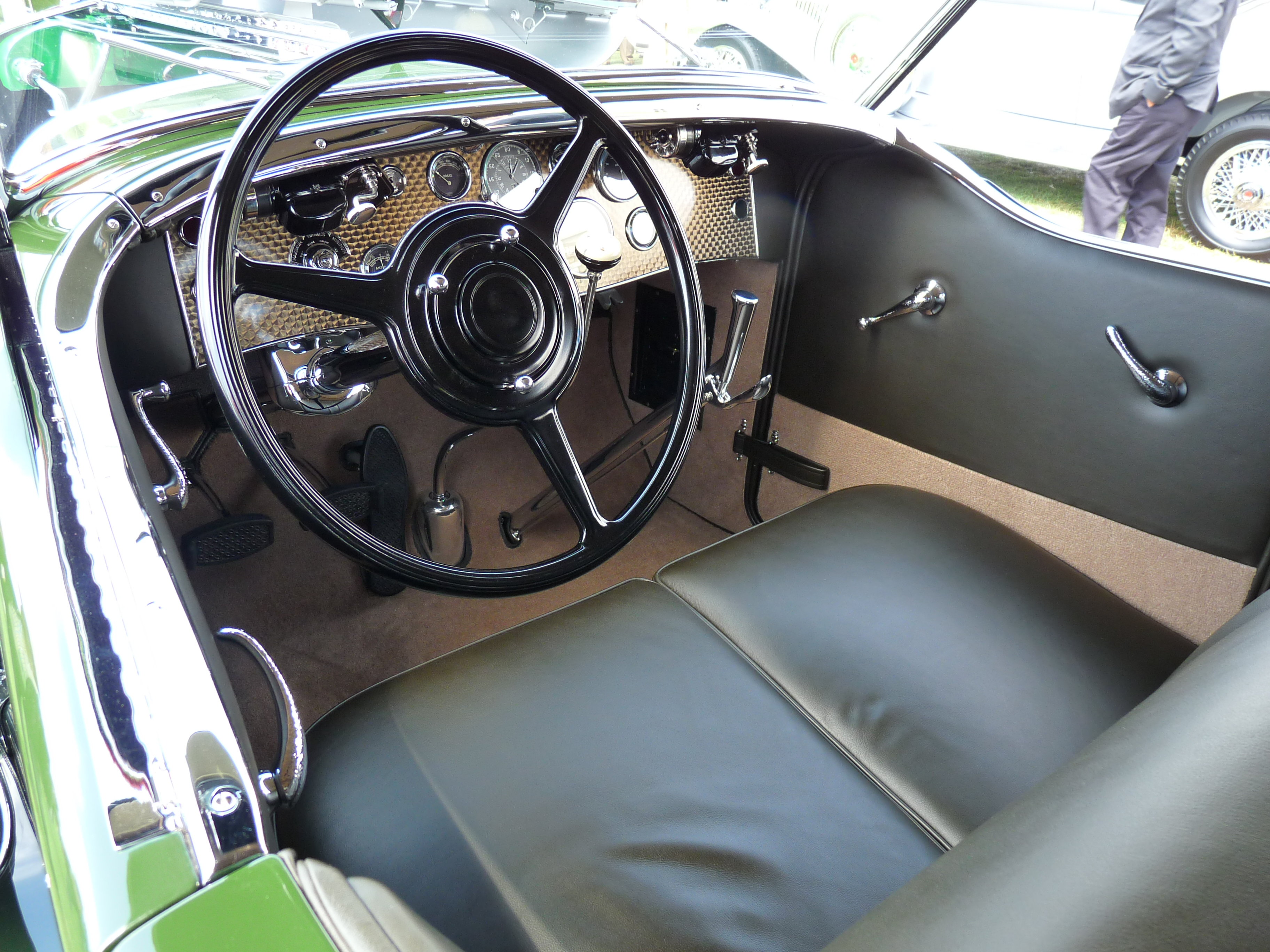
Панель приладів Duesenberg Model J

Тут на сцену виходить містер Ерретт Корд, який хоче дістати у свої руки найкращу американську марку. Він купує фірму і перейменовує її в Duesenberg Inc. Сам Ерретт стає президентом компанії, Фред — віцепрезидентом, відповідальним за технічні розробки компанії, а ось Аугуста Корд не взяв на роботу: той залишився керувати незалежною спортивною командою — Duesenberg Brothers.

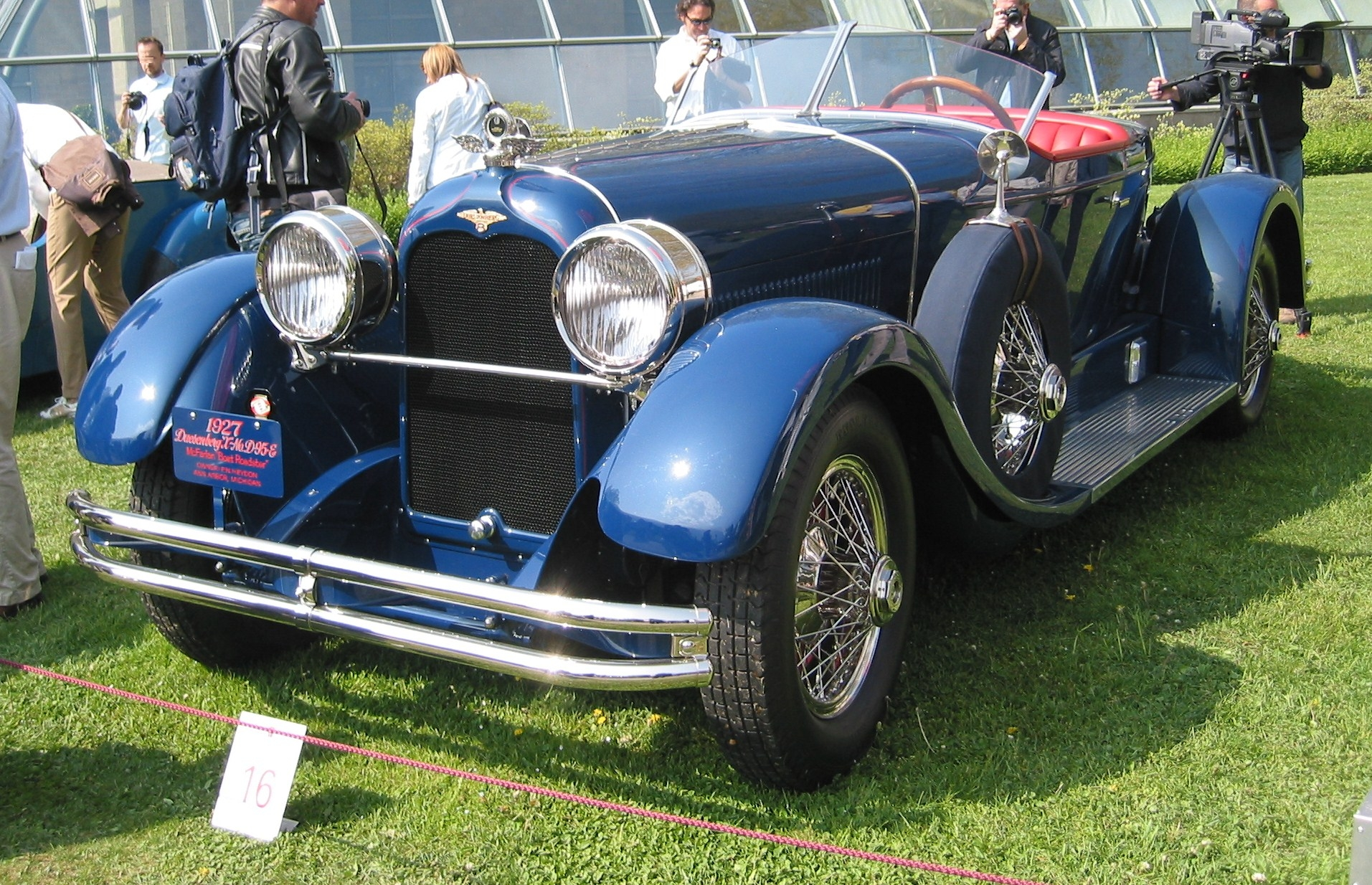
Duesenberg Model X Boat-tail Speedster

Насамперед Фред будує на базі моделі А модель Х, шасі машини укорочене, і теоретично Дюзенберга машина повинна скласти конкуренцію легким спортивним автомобілям марки Bugatti. Однак мріям не судилося здійснитися, тому що всього за 1926—1927 роки було продано 13 автомобілів серії Х, з яких збереглося 5 машин.
Машина мала одновальний мотор об'ємом 4,3 л, який видавав 100 к. с. Із цим мотором машина розвивала 160 км/год.

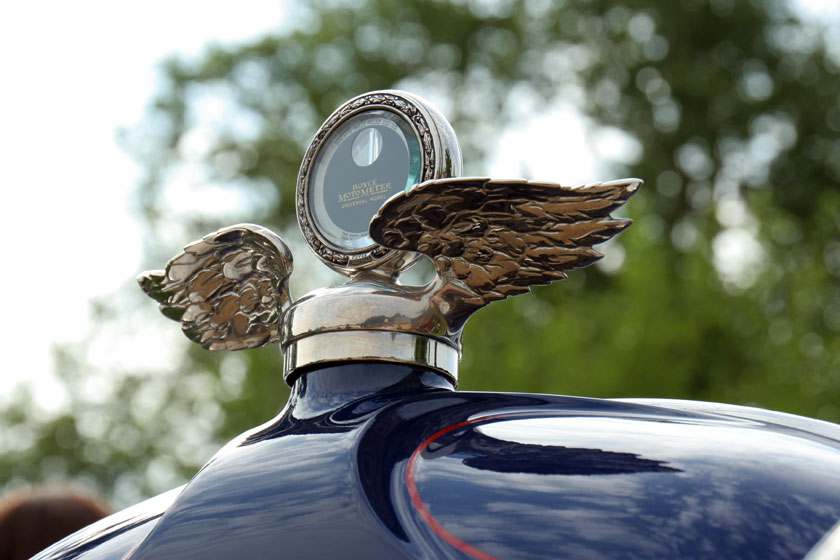
Емблема Duesenberg

Тим часом Корд хоче, щоб Фред розробив щось таке, що б заткнуло за пояс «Роллс-Ройс», «Ізотта-Фраскіні» і «Хіспано-Суїзу». Фред починає проєктувати нову машину, і в лютому 1927 року з'являється модель Y.

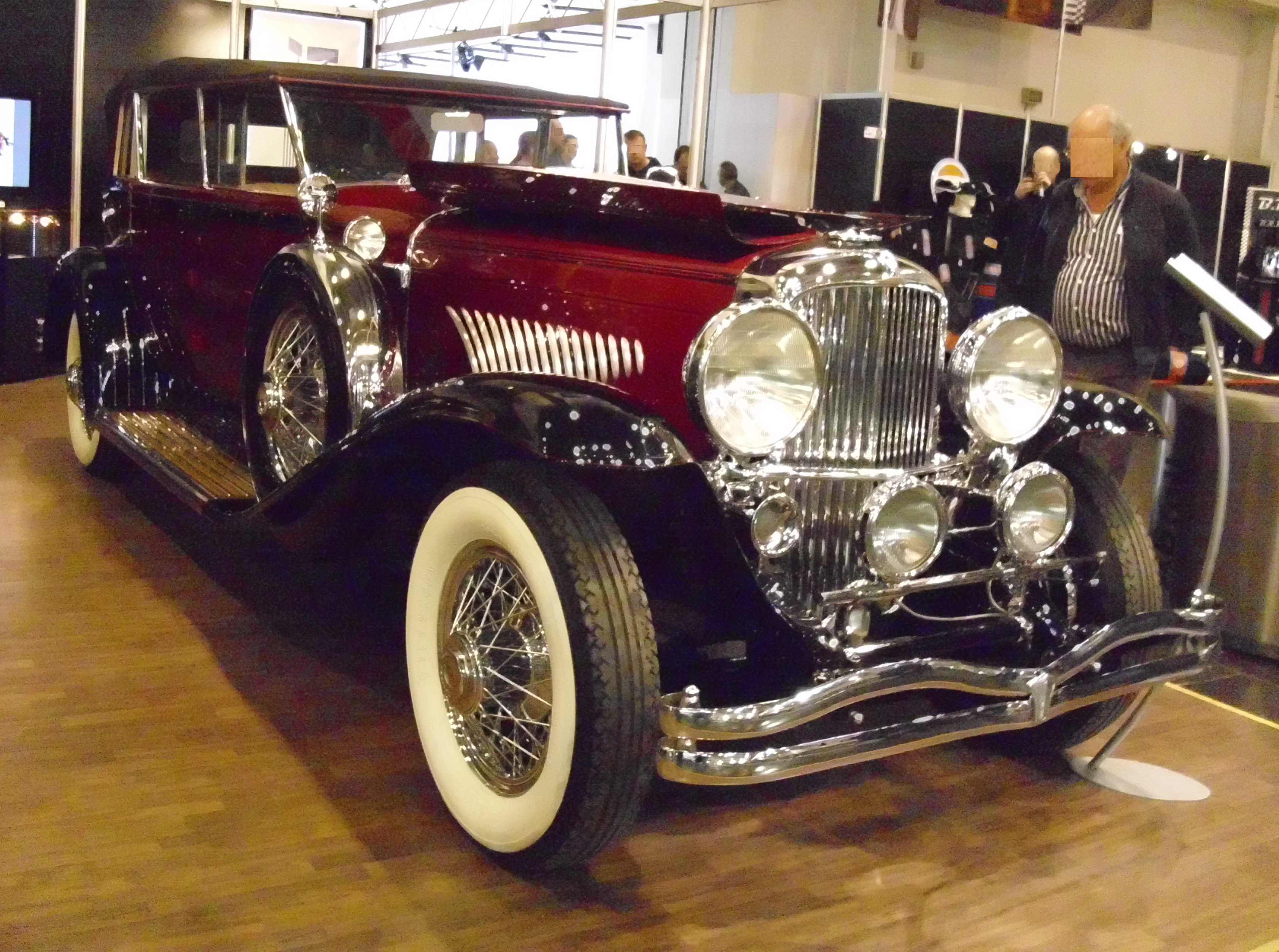
Найперший Duesenberg Model J з кузовом Dual Cowl Phaeton фірми Le Baron

Було випробувано кілька варіантів мотора, для якого були підготовлені головки з двома розподільчими валами або одним, а також 4 різних колінчастих вали. У підсумку мотор об'ємом 5,2 л розвивав від 143 до 194 к. с. У лютому 1928 року був затверджений проєкт, що одержав індекс J. А 1 грудня того ж року на нью-йоркській автомобільній виставці був показаний автомобіль Duesenberg Modell J Dual Cowl Phaeton, він був пофарбований у сірий і чорний кольори.
Цей автомобіль із рядною «вісімкою», двома розподільчими валами і 4 клапанами на циліндр розвивав 265 к. с, вдвічі більше, ніж найближчі конкуренти (навіть Bugatti Type 41 Royal розвивав жалюгідні 200 к. с. при 13 л об'єму), при тому, що об'єм мотора становив 6,9 л.
Важкий 2-тонний автомобіль розганявся до 185 км/год, а швидкість до 100 км/год набирав майже за 9 секунд. У 1929 році на машині з'явився гідравлічний підсилювач гальм. Машина продавалася тільки у вигляді шасі, кузови клієнти замовляли самі у кузовних ательє, правда допомогти вибрати дизайн машини допомагав заводський дизайнер Б'єріг. Самі шасі коштували дорожче, ніж Rolls-Royce Phaeton II, ставши найдорожчою машиною США.

Машини оздоблювалися дорогими матеріалами, шкірою, червоним деревом, слоновою кісткою і навіть золотом. Водіям пропонувалися розсип приладів, починаючи зі спідометра, розкресленого до 150 миль/год (240 км/год), крім нього були: альтиметр, барометр, датчик тиску гальм, тахометр, амперметр, датчик тиску масла, годинник із секундоміром, а також сигнальні лампи: червона лампочка на приборці горіла, коли масляний автономний насос змащував всі точки шасі, зелена лампочка спалахувала, коли ємність для масла треба було заповнювати, бо система змащувала шасі через кожні 120 км.
Кожні 2240 км спалахувала лампочка, яка сигналізувала про заміну масла в моторі, 4-та сигналізувала про рівень води в акумуляторі. І це все наприкінці 1920-х років.
У 1929 році вдається продати 200 автомобілів, а в 1930-му — ще 100, і це незважаючи на обвал на фондовому ринку.
У середині липня 1932 року Фрідріх Дюзенберг їхав з Індіани в Нью-Йорк, коли раптом його машина (Duesenberg J) втратила керування і кілька разів перекинулася, Фред залишився живий, але отримав травми. Він подзвонив додому і сказав, що приїде за кілька днів, проте у нього розвилася пневмонія, і через 7 днів, 26 липня 1932 року, він помер у гарячці, не приходячи до тями. На похоронах були присутні провідні гонщики, інженери, просто робітники, які не могли приховати своїх сліз, попри те, що це були суворі чоловіки. Вінок із квітів був виконаний у вигляді картатого гоночного прапора.

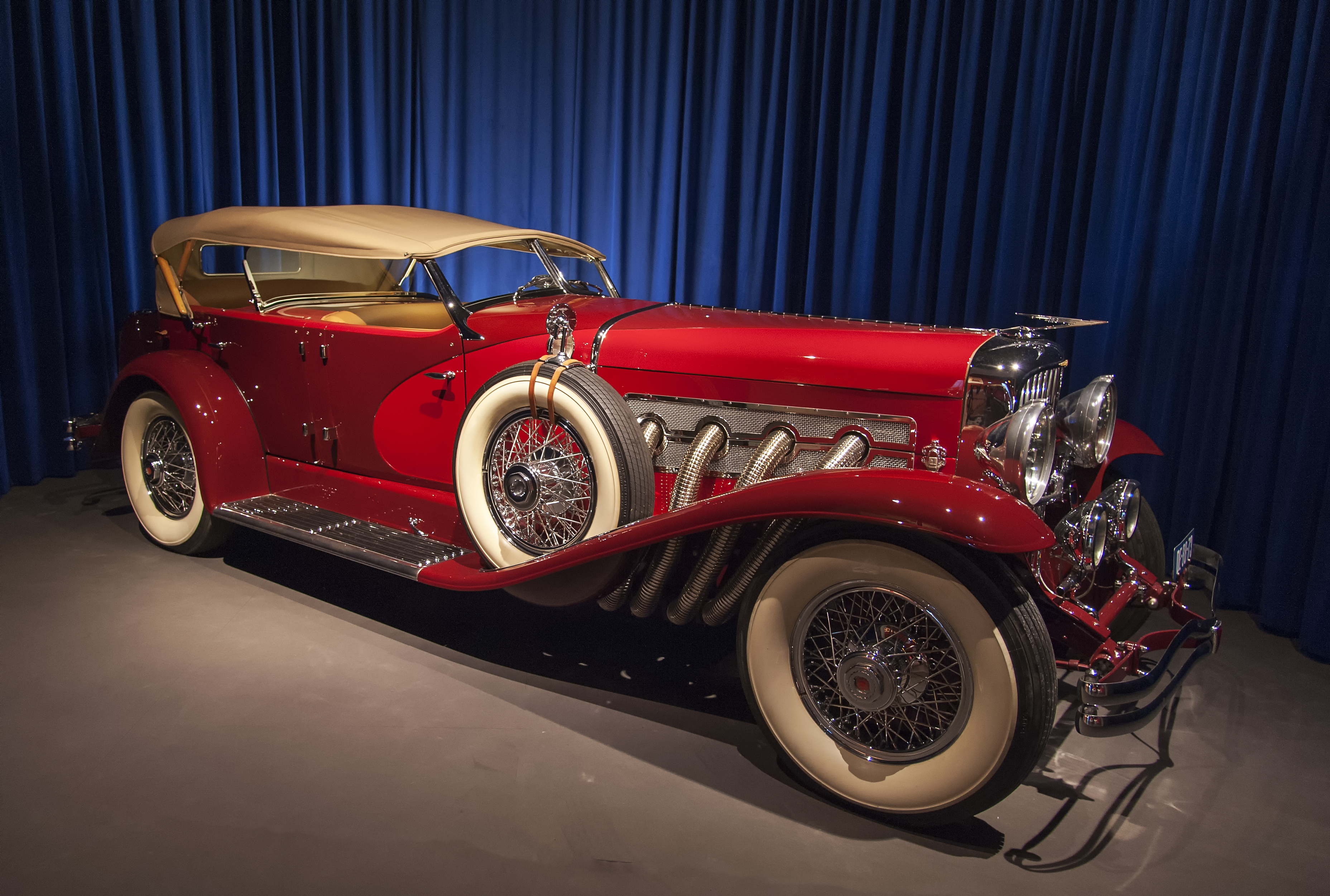
Duesenberg Model SJ

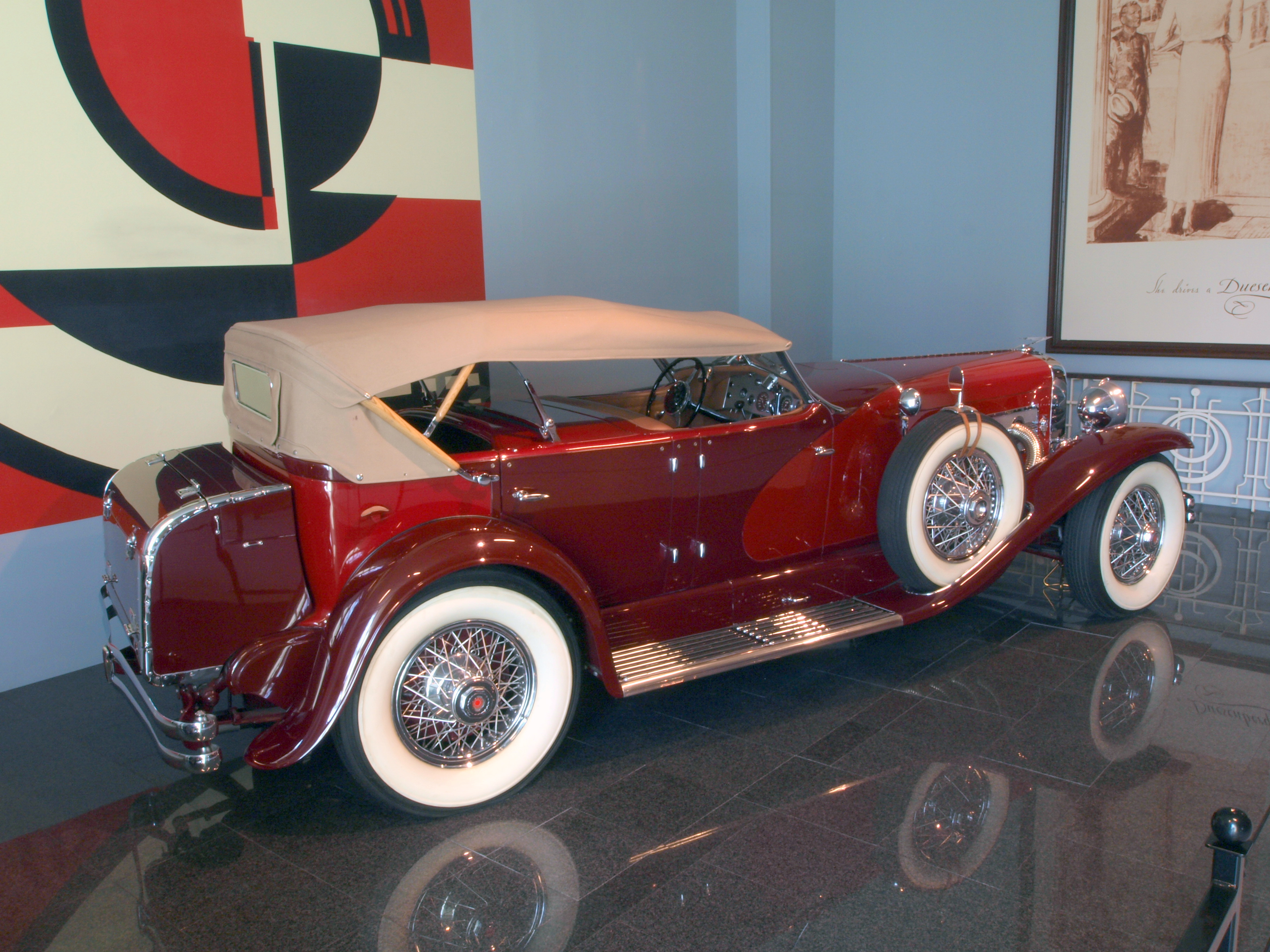
Duesenberg Model SJ

Ерретові Корду не залишилося іншого виходу, як взяти на роботу Аугуста Дюзенберга. Йому доручили поліпшити дітище свого брата, і незабаром з'явилася компресорна версія, яка отримала індекс SJ. Автомобіль із тим же об'ємом розвиває 320 к. с., до 100 км/год розганяється трохи більше 7 секунд, а максимальна швидкість складає 225 км/год, і це далеко не легка машина, з 3-ступеневою коробкою передач, яка не мала синхронізаторів (тобто передачі треба було перемикати з перегазовкою, через що втрачався час).

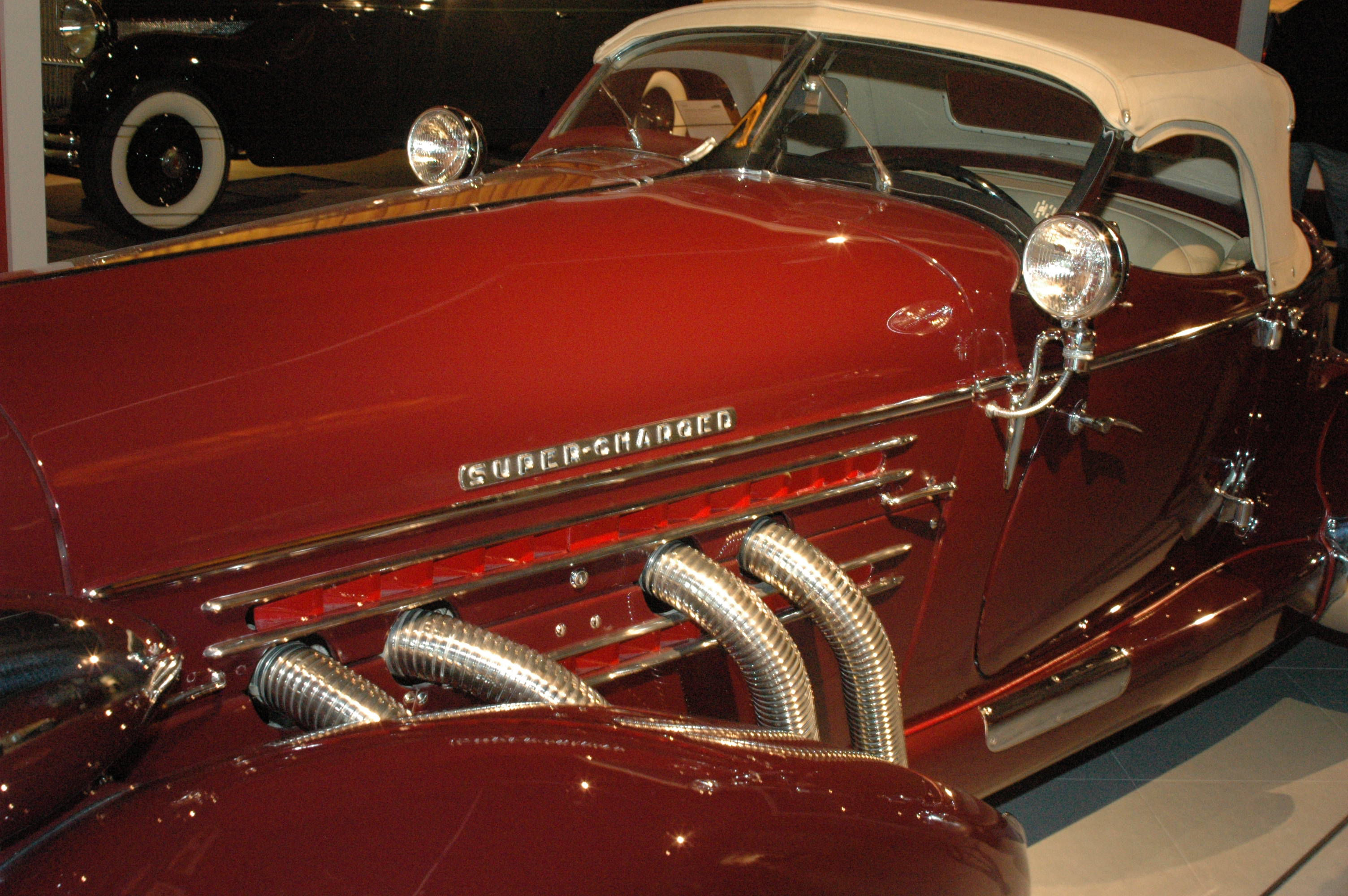
Duesenberg Model SJ

Ці результати досягалися завдяки відцентровому компресору, який крутився в 5 разів швидше колінчастого вала. Зовні їх можна відрізнити по гофрованих трубах, які виходять із капота. Деякі багатії замовляли на свої моделі J компресори, і їхні машини перероблялися. Загалом за всі роки було побудовано разом із «переробками» 35 компресорних автомобілів.
Ці автомобілі купує еліта: відомий мафіозі Аль Капоне, донька господаря золотих копалень Евелін Уолш Маклін, актриси Грета Гарбо, Мей Вест і Меріон Дейвіс, авіатор і багач Говард Г'юз (увічнений у фільмі «Авіатор»), актор Ті Поуер, чорношкірий степ-танцюрист і актор Білл Робінсон, газетний магнат Вільям Герст, а також члени сім'ї Марс і Вріґлі. Один Duesenberg купив Енцо Феррарі, який включив машину в стайню своєї команди Scuderia Ferrari, і «Дюз» ганяв до 1940 року на трасах Європи.
Пани, у чиїх жилах текла «блакитна кров», теж не гидували автомобілями марки «Дюзенберг»: герцог Віндзор, принц Ніколас Румунський, який, до речі, ганяв на своєму «Дюзі», правда безуспішно, королева Югославії Марія, князь Сергій Мдівані, і автофанат Альфонсо XIII.

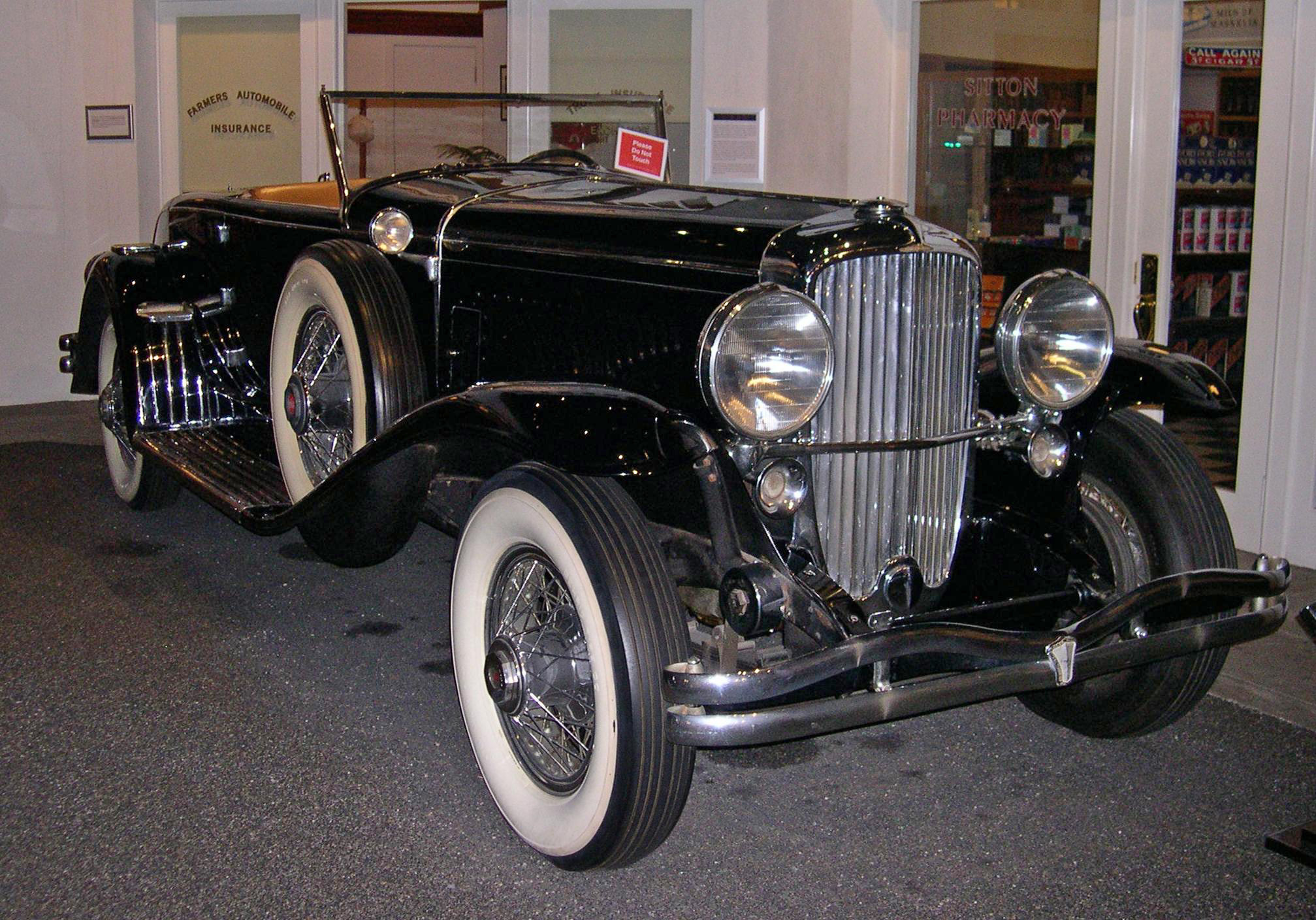
Duesenberg Model SSJ

Проте їх усіх переплюнув актор Гері Купер, який в 1935 році замовив компресорний SJ з укороченою базою. Примітно, що в заводських каталогах немає моделі SSJ, але всім вона відома під цим ім'ям: друга буква «С» в назві означала «коротка база». SSJ розвивав 400 к. с., Певний час Гері Купер їздив на такій машині один, але нгевдовзі його друг і одвічний конкурент Кларк Ґейбл замовив точно такий же автомобіль.

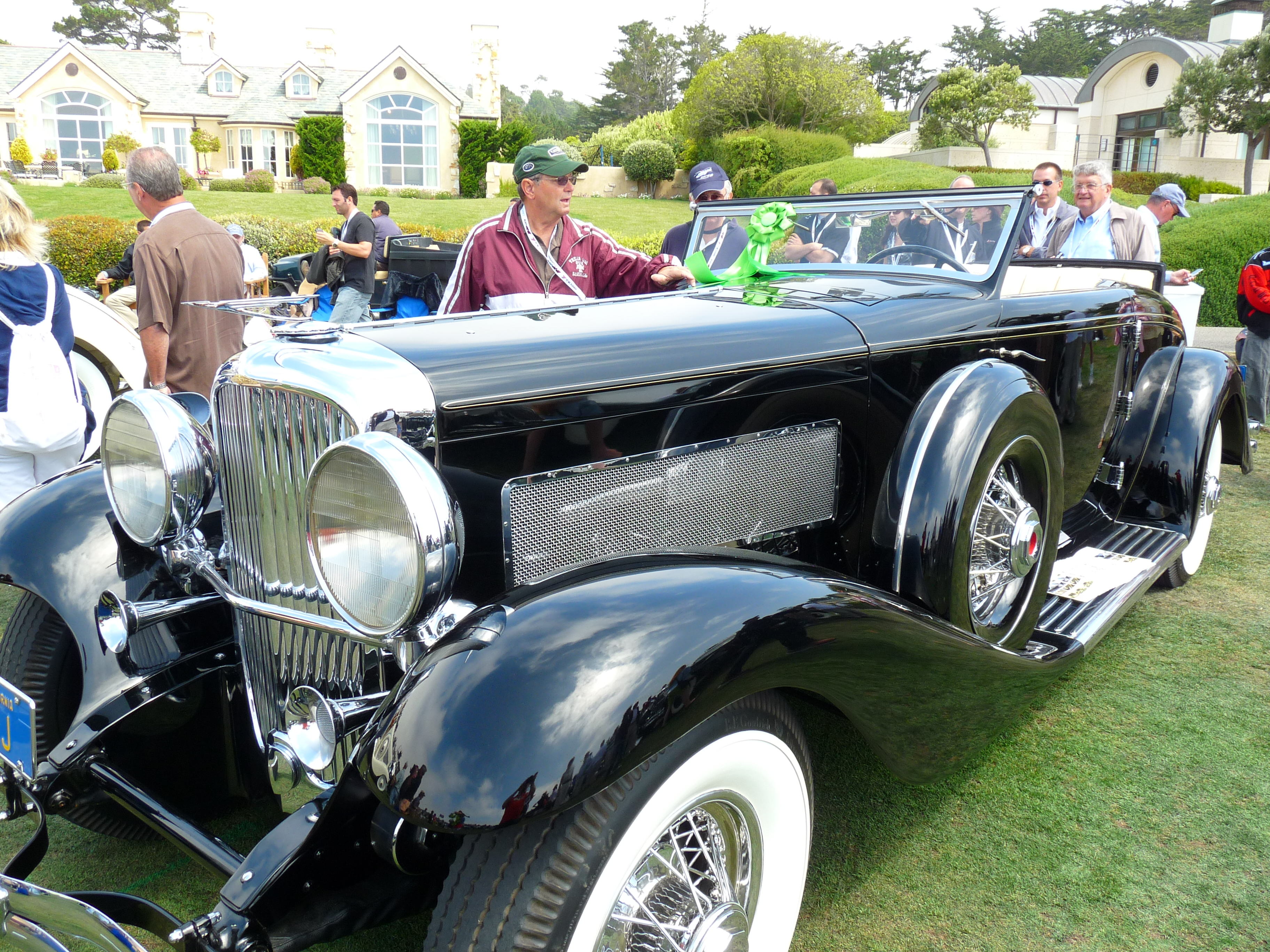
Duesenberg Model JN Berline

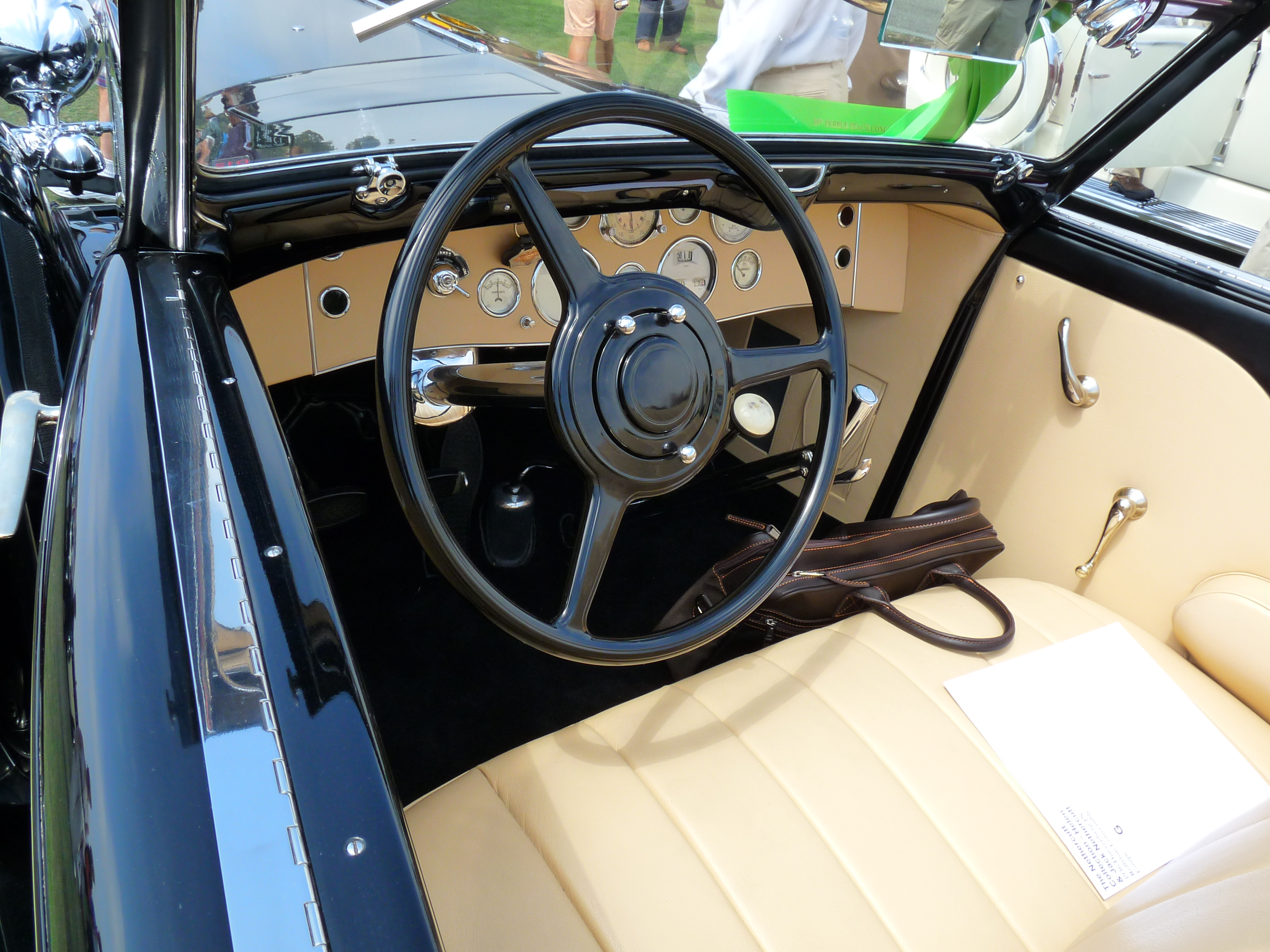
Салон Duesenberg Model JN Berline

Тоді ж з'явилася ще одна серія, яка офіційно цієї назви не носила, але відома як JN, або компресорна версія SJN. Це була машина, яка комплектувалася не 19-, а 17-дюймовими колесами, і мала більш сучасний дизайн. Усі 10 автомобілів мали кузови побудовані в фірмі Rollston.

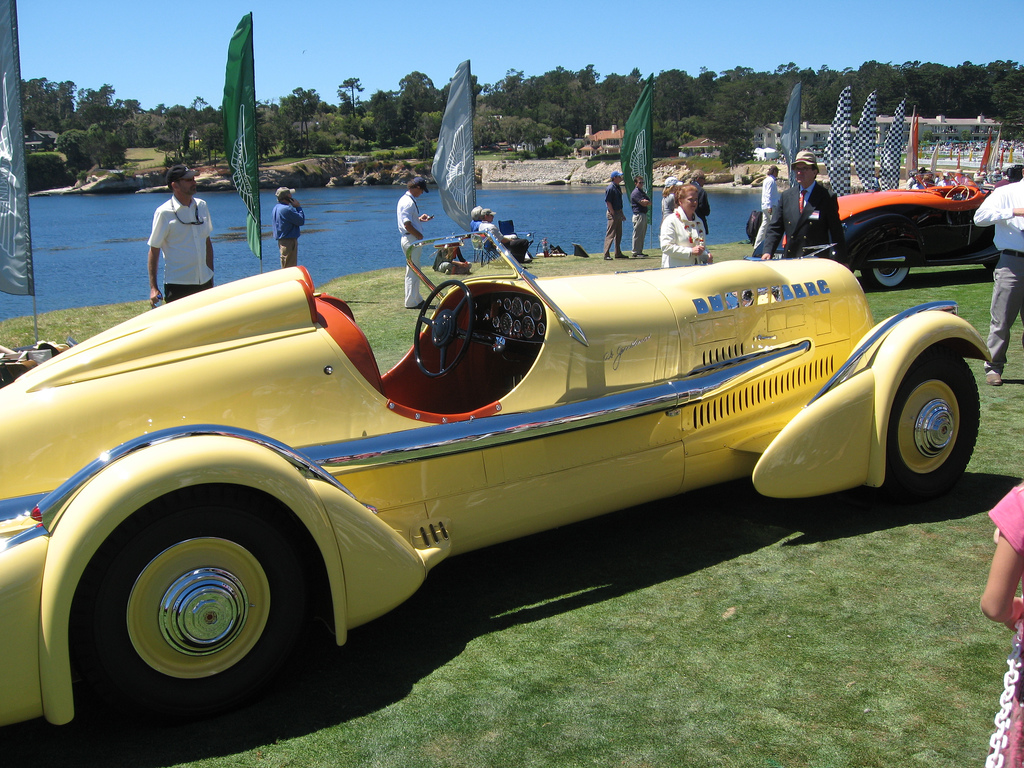
Duesenberg Model SJ Special

Однак мотори автомобілів Купера і Ґейбла були індивідуальним замовленням. Ще до їхнього замовлення Аугуст Дюзенберг побудував гоночний SJ, на якому були колектори у формі баранячого рога і два карбюратора, які й допомогли довести потужність двигуна до 400 к. с. Пізніше Еб Дженкінс побудує на його базі гоночний апарат.

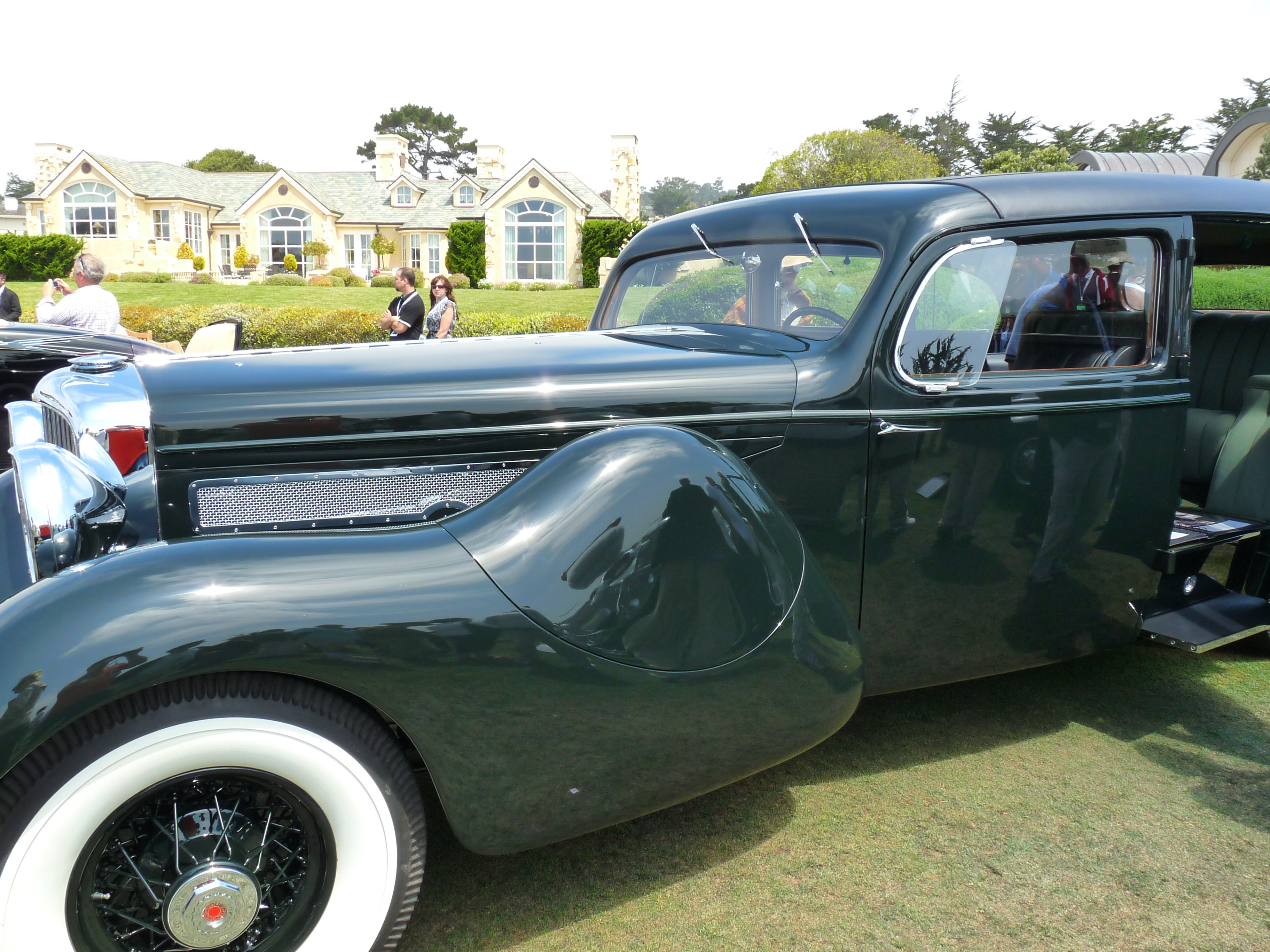
Duesenberg Model J Throne Car

А далі «мильний міхур» імперії Корда лопнув. Не помилував він і фірму «Дюзенберг»: у 1937 році фірма була оголошена банкрутом. Один з останніх автомобілів, який був випущений ще до банкрутства, мав збільшену до 4,5 м колісну базу. Цей автомобіль отримав прізвисько Father Divine's Throne Car, бо на цій машині їздив чорношкірий «священик-месія» отець Дівайн. За 10 років він наїздив на ньому 160 000 км.

Однак ще до оголошення банкрутства було замовлено два автомобіля «Дюзенберг». Один замовив німецький художник Рудольф Бауер, який за час замовлення встиг посидіти в катівнях гестапо. Він отримав свою машину в 1940 році. Межі США вона не покидала, тому й збереглася.

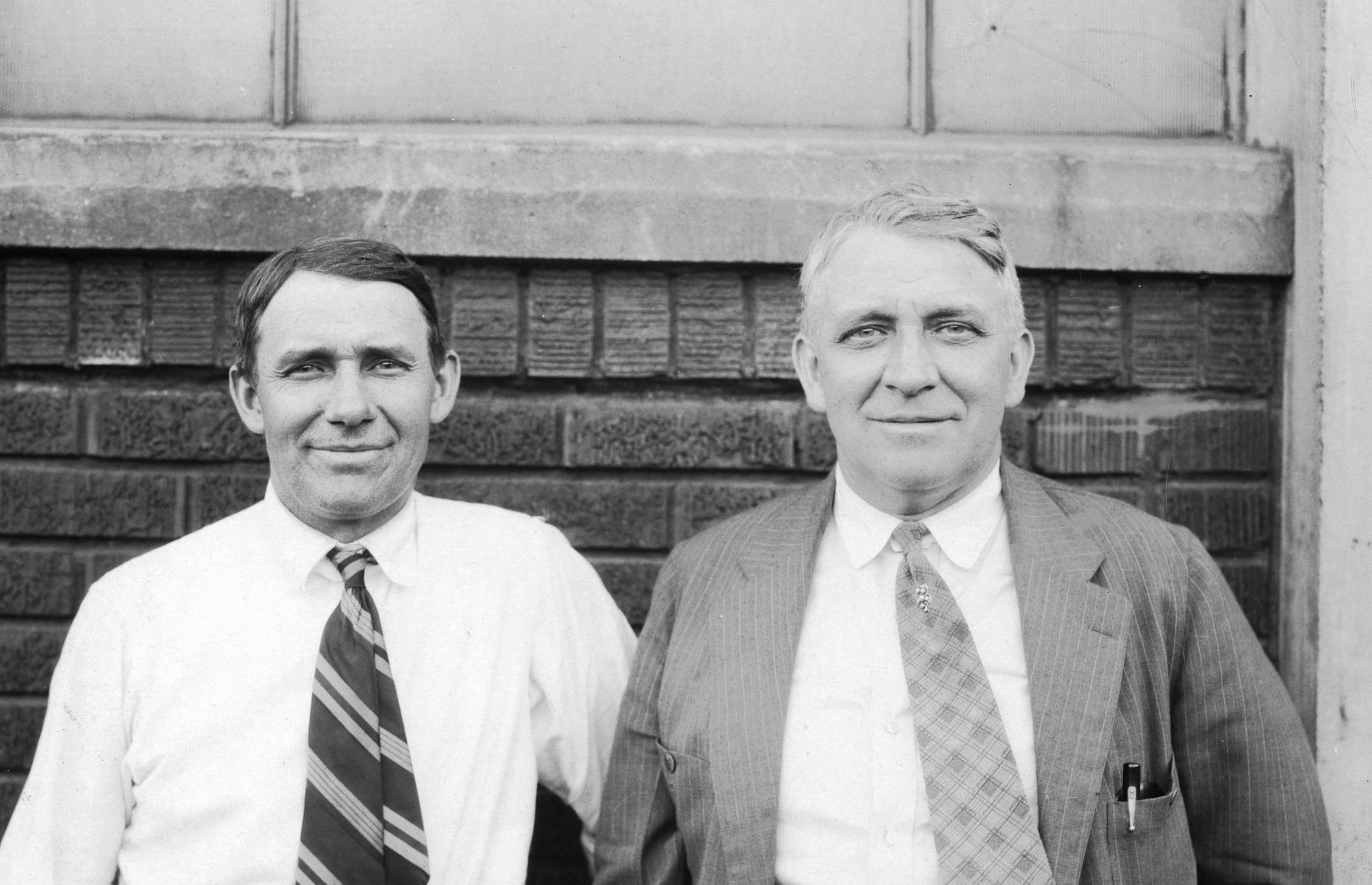
Брати Дюзенберги

Другий автомобіль був готовий в 1939 році. Це був футуристичний автомобіль у стилі ар-деко. Кузов побудував Еметт Арманд для французького парфумерного магната Гі де Ля Руш. Автомобіль привезли до Парижа. Є легенда, що він був пофарбований у чорний і сірі кольори, однак наступного дня, після того як Гі отримав машину, він подивився на неї і зрозумів, що йому не подобається колір машини, і замовив перефарбовування в пурпурний колір. З приходом німецької армії автомобіль був захований і загублений. На жаль, невідомо, чи зберігся він; є тільки його моделі.
Загалом було випущено 481 автомобіль серії J, у число яких входять SJ, SSJ, SJN і JN. З них досьогодні збереглися 378 автомобілів, по більшості яких є інформація.

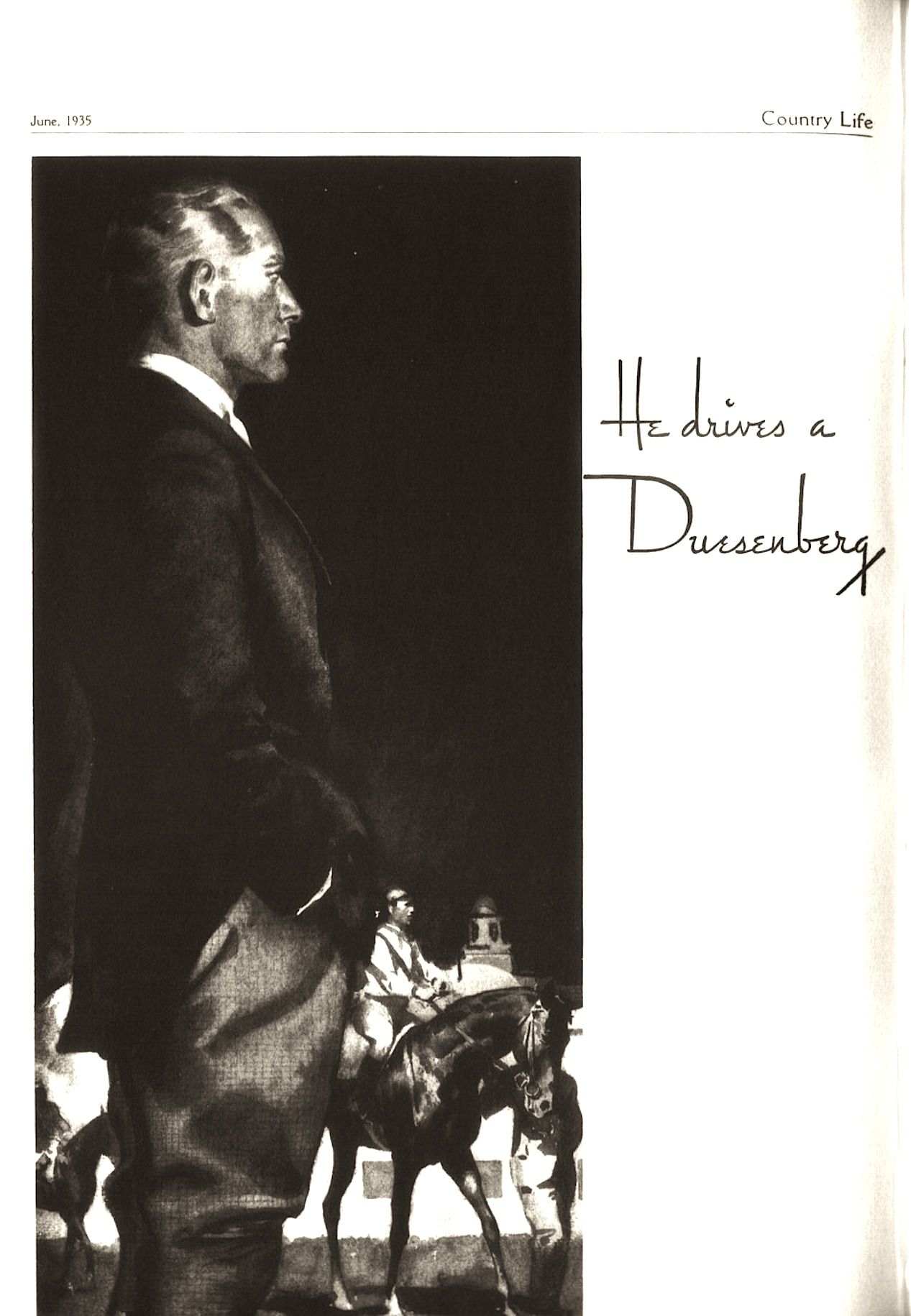
Реклама Duesenberg

У 1930-ті роки одна з реклам «Дюзенберг» була у вигляді джентльмена, який сидить у кабінеті свого особняка, і під картинкою був підпис: «Він їздить на „Дюзенберг“».

## Закриття компанії
У 1937 році, після продажу фірми, приміщення, які займала фірма Duesenberg, купує інша легендарна фірма — Marmon-Herrington, яка до цього часу збирає тільки вантажівки та переробляє «форди» на повнопривідні авто.
Через 10 років колекціонер «Дюзенбергів» Маршалл Меркес придбав активи фірми і найняв Аугуста Дюзенберга для проєктування нового мотора. У планах було побудувати інжекторну рядну «вісімку», яка б ставилася на ексклюзивні кузови, але запланована ціна автомобіля поставила хрест на проєкті, а сам Аугуст помер від інфаркту в 1955 році.

## Відродження марки
Однак після смерті Августа знову з'явилися спроби відродити марку. Ще в 1951 році Майк Коллінз, який був інженером і за сумісництвом тест-пілотом фірм Packard і Chrysler, купив один Duesenberg Model J в жалюгідному стані, він вирішив осучаснити машину, і якби справа пішла, то продавати їх. Спочатку він планував побудувати автомобіль на рідних шасі, проте і вони були в сумній кондиції.
А так як він працював у «Паккарді», то взяв шасі від Packard Super Eight 1950 року, Сміт ґрунтовно переробив цю раму. Мотор розточили на 200 см3: тепер замість 6,9 його об'єм становив 7,1 л, а потужність без жодних компресорів склала 400 к. с. Щоправда, досягнуто це було завдяки 4 карбюраторам. Від рідної коробки довелося теж відмовитися, тому що це була найслабша ланка в «Дюзі». Замість неї він встановив теж 3-ступеневу коробку, але синхронізовану, фірми Warner.
Кузов за його проєктом був побудований фірмою Chrysler, проте автомобілю залишили рідну решітку радіатора, хром на крилах був узятий від Packard Caribbean, який випускався в той момент, однак далі одного автомобіля справа не пішла.
У 1964 році син Августа Дюзенберга, Фред «Фрітц» Дюзенберг, за сприяння групи бізнесменів, засновує фірму Duesenberg Corporation. Її директором став Фред Макманус, а Фрітц став технічним директором. Також у фірму прийшла працювати літня людина на ім'я Дейл Коспер, який працював ще в 1930-ті на фірмі «Дюзенберг».
Разом ця команда зайнялася проєктуванням автомобіля, який спочатку планували оснащувати базою довжиною в 3 м і моторами власної конструкції, які розвивали б потужність 500 к. с. Однак незабаром базу подовжили до 3,49 м, а від амбітних планів на мотор довелося відмовитися.
У підсумку в 1966 році з'явився автомобіль, який отримав назву Duesenberg D.
Автомобіль із кузовом седан був розроблений Вірджілом Екснером, який до 1961 року працював на фірму Chrysler, і був розробником Chrysler Imperial 1961 року, кузов ж побудувала фірма Ghia. Цей автомобіль став найбільшим седаном США на той момент: його довжина склала 6,2 м. Однак під капотом переховувався серійний мотор фірми Chrysler об'ємом 7,2 л, який видавав 350 к. с.
Усередині автомобіль був оброблений у традиціях «Дюзі». Крім звичайних приладів, були присутні й традиційні альтиметр і секундомір. Також прилади дублювалися і для задніх пасажирів (спідометр і тахометр), для їх же зручностей був вбудований бар і телевізор. Автомобіль викликав деякий інтерес, і навіть говорять, що Елвіс Преслі замовив таке авто серед 10 перших замовників. Однак у фірми банально не вистачило грошей на запуск автомобіля в серію. Більше того: фірма не змогла повернути гроші, взяті як передоплата, тому дилеру, що прийняв замовлення, вдалося через суд забрати одну єдину машину, яка зараз зберігається в музеї.
Крім седана, планувалося випускати лімузини і кабріолети, а всього продавати до 300 автомобілів на рік, але не вистачило зовсім трохи грошей, а саме — 2,5 млн доларів. Однак праця Екснера не загинула: бізнесмен Джеймс О'Доннелл купив права на фірму Stutz і випускав автомобілі з дизайном Екснера з 1968 по 1987 рік.
Попри провал фірми, автомобіль, безумовно, вплинув на подальший дизайн американських автомобілів. Багато його елементів взяли на «озброєння» і Chevrolet, і Pontiac, і Ford.
Наступна реінкарнація сталася в 1976 році, коли брати Кеннет і Харлан Дюзенберги заснували фірму New Duesenberg Brothers Company. Це були внучаті племінники Фреда й Августа Дюзенбергів. Однак вони не були настільки амбітні, як Фрітц, і обмежилися переробкою Cadillac Fleetwood 60. Кузов їм спроєктував і побудував кузовщик Роберт Петерсон, господар фірми Lehmann & Peterson.
Однак автомобіль був дуже далекий від елегантності довоєнних «Дюзенбергів». Кузов був побудований на базі «Каділлака», решітка радіатора запозичена від «Лінкольна», фари — від дешевого «Додж Монако». Вигнуті бампери нагадували вуса.
У 1979 році, коли нарешті цей автомобіль був готовий, брати запросили за серійні автомобілі по 100 000 доларів. За ці гроші можна було купити багато лімузинів фірми Cadillac. До того ж, кому потрібен автомобіль, який при об'ємі в 7 л розвиває лише 195 к. с. Урешті-решт цей автомобіль був виготовлений у єдиному екземплярі, який дійшов до наших днів.

## Виробництво реплік

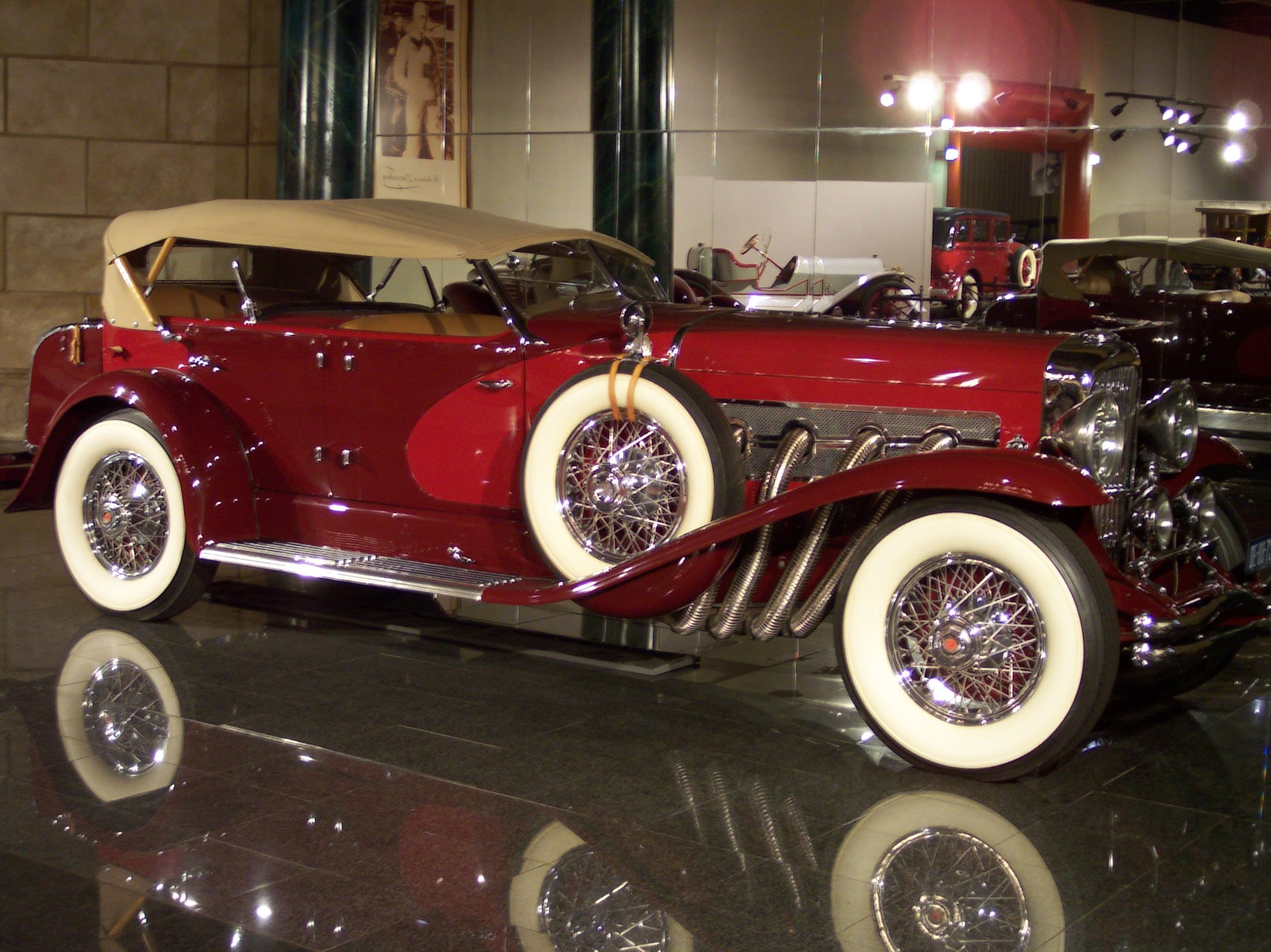
Duesenberg II SJ Dual Cowl LA Grande 1983 року

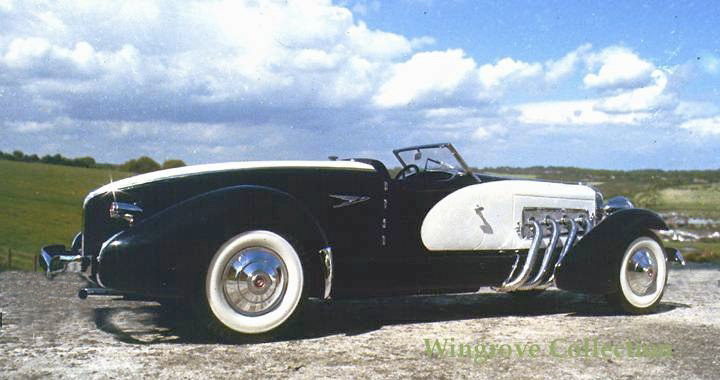
Duesenberg II SJ Boat-Tail Speedster

Однак паралельно люди намагалися нагадати нащадкам про славне ім'я репліками класичних авто. У 1978 році Elite Heritage Company почала випускати автомобілі, які будували на рамі пікапів фірми Dodge, а мотори і коробки стояли від Ford. Машини продавалися під маркою Duesenberg II. Зовні це точні копії автомобілів 1920—1930-х років. Фірма випускала автомобілі до середини 2000-х років, продавши за цей час близько 100 реплік. Примітно, що в побудові автомобілів використовувалися оригінальні деталі, які залишилися після банкрутства фірми в 1937 році, — бампери, фари, решітки радіатора, вихлопні труби, рами стекол і панелі приладів.
У жовтні 2011 року була зареєстрована фірма Duesenberg Motors Inc, яка поки що продовжує випускати репліки, які робила фірма Elite Heritage Company, також використовуючи запас оригінальних запчастин, правда вони пропонують всього один кузов — Murphy Roadster. Кузови будує легендарна фірма Murphy, яка будувала кузови для справжніх «Дюзенбергів». На цю машину тепер ставиться фордіввський двигун V10.
Однак фірма обіцяє випустити автомобіль, який конкуруватиме з «Роллс-Ройсом», поки відома тільки назва автомобіля — Torpedo Coupe.
На автомобіль фірма обіцяє встановлювати два варіанти моторів, один із моторів повинен бути традиційним 12-циліндровим, а другий — нової «револьверної» системи. Поршні мотора розташовані як патрони в барабані револьвера. Рухаючись по колу, поршні змінюють об'єм у порожнинах, що лежать по обидві сторони кожного з них, — таким чином, традиційні клапани і колінчастий вал із шатунами вже не потрібні. Мотор циліндричної форми при вазі в 45 кг має габарити всього 46 × 61 см, його об'єм еквівалентний 3,5 л і, як заявляють розробники, він розвиватиме 300 к. с., при цьому витрачати паливо він повинен як малолітражка.
Другою родзинкою обіцяної машини повинна стати підвіска від фірми Bose, яка вже випробувана на авто марки Lexus. Ця підвіска не має пружин і амортизаторів, вона має електромагнітні лінійні двигуни, завдяки їм машина не крениться і не передає поштовхи на кузов.
Що стосовно спортивної програми під ім'ям «Дюзенберг», то і сьогодні існує гоночна команда Duesenberg Racing під керівництвом внучатого племінника — Кіта Дюзенберга.

## Список автомобілів Duesenberg
- 1921 — Duesenberg Model А
- 1926 — Duesenberg Model X
- 1928 — Duesenberg Model J
- 1932 — Duesenberg Model SJ
- 1935 — Duesenberg Model SSJ
  - Duesenberg Model JN
  - Duesenberg Model SJN
- 1951 — Duesenberg J Kollins Le Grande
- 1966 — Duesenberg D
- 1978 — Duesenberg II SJ
- 1979 — Duesenberg E